# Parachtes loboi
Espèce
Parachtes loboi est une espèce d'araignées aranéomorphes de la famille des Dysderidae.

## Distribution
Cette espèce est endémique de Castille-La Manche en Espagne,. Elle se rencontre dans le parc national de Cabañeros dans les monts de Tolède.

## Description
Le mâle holotype mesure 3,5 mm ; les mâles mesurent de 3,0 à 3,6 mm et les femelles de 3,3 à 3,9 mm.

## Étymologie
Cette espèce est nommée en l'honneur de Jorge M. Lobo.

## Publication originale
- Jiménez-Valverde, Barriga & Moreno, 2006 : A new Parachtes Alicata, 1964 species from the Iberian Peninsula (Araneae, Dysderidae). Bulletin of the British Arachnological Socity, vol. 13, p. 273-274.